# Corps supérieur des techniciens commerciaux et économistes de l'État
Le corps supérieur des techniciens commerciaux et économistes de l'État (en espagnol : Cuerpo Superior de Técnicos Comerciales y Economistas del Estado) est un corps de hauts fonctionnaires de l'État chargés de l'exécution de la politique économique et commerciale du gouvernement d'Espagne. Ses membres sont surnommés les TECOs.

## Histoire

### Deux corps séparés
En 1930, un décret-loi crée le corps technique des secrétaires et responsables commerciaux, qui devient actif trois ans plus tard. Il est rebaptisé en 1940 « corps spécial des techniciens commerciaux de l'État » (TCE). Passant sous l'autorité du ministère du Commerce dix ans après, le principal succès des TCE réside dans le plan de stabilisation de 1959, auquel plusieurs d'entre eux ont participé et qui a permis à l'Espagne d'adhérer au Fonds monétaire international, à la Banque mondiale et au GATT.
Le corps des économistes de l'État apparaît par une loi de 1956 et dépend directement de la présidence du gouvernement. Il avait alors pour mission de réaliser des études économiques et de conseiller les ministères dont les réalisations et projets avaient une incidence sur l'économie du pays. La plus grande, et fondamentale, réussite des économistes de l'État est l'élaboration et la gestion des « plans de développement », qui marquent l'évolution économique du pays dans les années 1960 et la première moitié des années 1970.

### La fusion
Économistes de l'État et techniciens commerciaux jouent un rôle majeur dans la mise en œuvre des dispositions économiques du pacte de la Moncloa, qui libéralisent l'économie espagnole. Ils travaillent ensuite sur la préparation du pays à son entrée dans la Communauté économique européenne (CEE).
À la suite de nombreuses discussions sur les mérites relatifs aux deux lignes de politique économique suivies par ces deux corps distincts, à savoir l'ouverture à l'international et la planification indicative, il a été décidé, par une loi de 1984 réformant la fonction publique, de fusionner les deux corps en un seul, qui assume désormais la responsabilité principale des deux faces du développement économique.

## Fonctions et missions
Les TECOs ont pour mission principale l'analyse de la situation économique et macroéconomique, ainsi que la conception et la mise en œuvre de la politique fiscale, de la régulation des marchés, de la protection de la concurrence, de la politique régionale, de la gestion des fonds européens, de la politique financières, de la gestion de la trésorerie et des finances de l'État. Dans le domaine extérieur, ils s'occupent de la politique commerciale et des relations économiques internationales, que ce soit au plan bilatéral ou multilatéral, dans le cadre d'organisations internationales.

## Personnalités
Les ministres de l'Économie Enrique Fuentes Quintana, Pedro Solbes, Luis de Guindos, Román Escolano et Nadia Calviño sont issus du corps des techniciens commerciaux et économistes de l'État.